# Delavan (Minnesota)
Delavan és una població dels Estats Units a l'estat de Minnesota. Segons el cens del 2000 tenia 223 habitants.

## Demografia
Segons el cens del 2000, Delavan tenia 223 habitants, 100 habitatges, i 71 famílies. La densitat de població era de 81,2 habitants per km².
Dels 100 habitatges en un 23% hi vivien nens de menys de 18 anys, en un 64% hi vivien parelles casades, en un 4% dones solteres, i en un 29% no eren unitats familiars. En el 26% dels habitatges hi vivien persones soles el 19% de les quals corresponia a persones de 65 anys o més que vivien soles. El nombre mitjà de persones vivint en cada habitatge era de 2,23 i el nombre mitjà de persones que vivien en cada família era de 2,65.
Per edats la població es repartia de la següent manera: un 17% tenia menys de 18 anys, un 7,2% entre 18 i 24, un 23,3% entre 25 i 44, un 23,8% de 45 a 60 i un 28,7% 65 anys o més.
L'edat mediana era de 47 anys. Per cada 100 dones de 18 o més anys hi havia 105,6 homes.
La renda mediana per habitatge era de 38.125 $ i la renda mediana per família de 40.000 $. Els homes tenien una renda mediana de 29.375 $ mentre que les dones 17.083 $. La renda per capita de la població era de 18.144 $. Entorn del 2,9% de les famílies i el 4,7% de la població estaven per davall del llindar de pobresa.

## Poblacions més properes
El següent diagrama mostra les poblacions més properes.